# Чемпіонат Казахстану з футболу серед жінок
Чемпіонат Казахстану з футболу серед жіночих команд — щорічне змагання для казахстанських жіночих футбольних клубів, проведиться Казахстанською федерацією футболу. Найтитулованіший клуб Казахстану — шимкентський БІІК-Казигурт» (13 чемпіонських титулів).

## Історія та формат
До 1991 року деякі Казахстанські клуби виступали в чемпіонатах СРСР, проте після розпаду Радянського Союзу більшість футбольних колективів або залишилися на території Росії, або припинили існування.
Кількість команд учасниць в різні роки варіювалася: 2008 рік — 4 команди, 2009 рік — 7 клубів та 2015 рік — 5 клубів.
Чемпіонат проводиться влітку та складається з декількох матчів. 
Зокрема, при кількості 6 клубів грається 5 турів в одному колі (загалом 10 поєдинків, кожна команда проти свого суперника грає по одному поєдинку вдома та на виїзді). По завершенні останнього туру команда, яка набрала найбільшу кількість очок визнається переможницею, також вона отримує право наступного року зіграти в Лізі чемпіонів.

## Досягнення по клабах
| N  | Команда                     | Чемпіон місце                                                                            | Срібний місце                                | Бронзовий місце                              | Кубок                                                                                          |
| -- | --------------------------- | ---------------------------------------------------------------------------------------- | -------------------------------------------- | -------------------------------------------- | ---------------------------------------------------------------------------------------------- |
| 1  | «БІІК-Казигурт»             | (13 рекорд) 2011, 2013, 2014, 2015, 2016, 2017, 2018, 2019, 2020, 2021, 2022, 2023, 2024 | (2) 2010, 2012                               | (1) 2009                                     | (14 рекорд) 2010, 2011, 2012, 2013, 2014, 2015, 2016, 2017, 2018, 2019, 2021, 2022, 2023, 2024 |
| 2  | «Алма-КТЖ» (Алмати)         | (9) 2000, 2001, 2002, 2003, 2004, 2005, 2006, 2007, 2008                                 | 2011, 2013, 2014, 2015                       | (1) 2006                                     | (2) 2007, 2009                                                                                 |
| 3  | «СШВСМ-Кайрат» (Алмати)     | (3) 2009, 2010, 2012                                                                     | (4) 2011, 2013, 2014, 2015                   | (2) 2016, 2017                               | ~                                                                                              |
| 4  | «Томирис-Туран» (Туркестан) | ~                                                                                        | (2) 2021, 2023                               | (1) 2022                                     | ~                                                                                              |
| 5  | «Окжетепес» (Кокчетау)      | ~                                                                                        | (7) 2008, 2009, 2017, 2018, 2019, 2020, 2022 | (7) 2010, 2011, 2012, 2014, 2015, 2021, 2023 | ~                                                                                              |
| 6  | Шахтар-КарДТУ               | ~                                                                                        | (1) 2007                                     | (2) 2006, 2008                               | ~                                                                                              |
| 7  | №8 БЖМОСРМ (Астана)         | ~                                                                                        | (1) 2016                                     | (2) 2019, 2020                               | ~                                                                                              |
| 8  | «Рахат-Вікторія»            | ~                                                                                        | (1) 2005                                     | ~                                            | ~                                                                                              |
| 9  | «Актобе»                    | ~                                                                                        | (1) 2024                                     | ~                                            | ~                                                                                              |
| 10 | «ОДЮСШ №2»                  | ~                                                                                        | ~                                            | (2) 2005, 2018                               | ~                                                                                              |
| 11 | «Жетису»                    | ~                                                                                        | ~                                            | (1) 2013                                     | ~                                                                                              |
| 12 | «Ордабаси»                  | ~                                                                                        | ~                                            | (1) 2024                                     | ~                                                                                              |

## Призери
| N  | Роки | Чемпіон              | 2 місце               | 3 місце                          | Кубок РК             |
| -- | ---- | -------------------- | --------------------- | -------------------------------- | -------------------- |
| 1  | 2000 | КТЖ                  |                       |                                  |                      |
| 2  | 2001 | КТЖ                  |                       |                                  |                      |
| 3  | 2002 | КТЖ                  |                       |                                  |                      |
| 4  | 2003 | КТЖ                  |                       |                                  |                      |
| 5  | 2004 | «Алма-КТЖ»           |                       |                                  |                      |
| 6  | 2005 | «Алма-КТЖ»           | «Рахат-Вікторія»      | «СДЮШОР №2»                      |                      |
| 7  | 2006 | «Алма-КТЖ»           | «Алма-КТЖ-2»          | «Шахтар-КарДУ»                   |                      |
| 8  | 2007 | «Алма-КТЖ»           | «Шахтар-КарДУ»        | «Алма-КТЖ-2»                     |                      |
| 9  | 2008 | «Алма-КТЖ» (9)       | «Жерим-КУ» (Кокшетау) | «Шахтар-КарДУ»                   |                      |
| 10 | 2009 | СШВСМ                | «Жерим-КУ» (Кокшетау) | «Алма-КТЖ-БІІК»                  | СШВСМ                |
| 11 | 2010 | СШВСМ                | «БІІК-Казигурт»       | «Жерим-КУ» (Кокшетау) (Кокшетау) | «БІІК-Казигурт»      |
| 12 | 2011 | «БІІК-Казигурт»      | «СШВСМ-Кайрат»        | «Жерим-КУ» (Кокшетау)            | «БІІК-Казигурт»      |
| 13 | 2012 | «СШВСМ-Кайрат» (3)   | «БІІК-Казигурт»       | «Кокше»                          | «БІІК-Казигурт»      |
| 14 | 2013 | «БІІК-Казигурт»      | «СШВСМ-Кайрат»        | «Жетису»                         | «БІІК-Казигурт»      |
| 15 | 2014 | «БІІК-Казигурт»      | «СШВСМ-Кайрат»        | «Кокше»                          | «БІІК-Казигурт»      |
| 16 | 2015 | «БІІК-Казигурт»      | «СШВСМ-Кайрат»        | «Кокше»                          | «БІІК-Казигурт»      |
| 17 | 2016 | «БІІК-Казигурт»      | «Астана»              | «СШВСМ-Барис»                    | «БІІК-Казигурт»      |
| 18 | 2017 | «БІІК-Казигурт»      | «Окжетепес»           | «СШВСМ-Барис»                    | «БІІК-Казигурт»      |
| 19 | 2018 | «БІІК-Казигурт»      | «Окжетепес»           | «ОДЮСШ №2»                       | «БІІК-Казигурт»      |
| 20 | 2019 | «БІІК-Казигурт»      | «Окжетепес»           | «СДЮСШОР №8»                     | «БІІК-Казигурт»      |
| 21 | 2020 | «БІІК-Казигурт»      | «Окжетепес»           | «СДЮСШОР № 8»                    | не проводився        |
| 22 | 2021 | «БІІК-Казигурт»      | «Томирис-Туран»       | «Окжетепес»                      | «БІІК-Казигурт»      |
| 23 | 2022 | «БІІК-Казигурт»      | «Окжетепес»           | «Томирис-Туран»                  | «БІІК-Казигурт»      |
| 24 | 2023 | «БІІК-Казигурт»      | «Томирис-Туран»       | «Окжетепес»                      | «БІІК-Казигурт»      |
| 25 | 2024 | «БІІК-Казигурт» (13) | «Актобе»              | «Ордабаси»                       | «БІІК-Казигурт» (14) |